# Fontaine de Saint-Algis
La fontaine de Saint-Algis est un site  religieux situé sur les communes de Saint-Algis, Erloy et Englancourt dans le département de l'Aisne.

## Localisation
Ce site a la particularité d'être situé sur le territoire de trois communes : l'oratoire sur le territoire de Saint-Algis, le calvaire sur la commune d'Erloy et le bassin sur le territoire d'Englancourt.

## Description
Ce site, entouré d'une haie, comprend trois éléments :
- le calvaire en bois sur un socle en brique ;
- l'oratoire comportant une niche fermé par une grille et surmonté d'une statue de saint Algis ;
- la source, d'où jaillit un mince filet d'eau, accessible par un escalier.

## Histoire
Adalgis de Thiérache ou saint Adalgis ou saint Algis ou saint Algise, mort vers 670, est un moine d'origine irlandaise, disciple de saint Fursy de Péronne. Il fut missionnaire en Thiérache et fondateur de paroisses dans le diocèse de Laon en Picardie. Les Églises catholique et orthodoxe le célèbrent le 2 juin.
Saint Algis était un confesseur très vénéré autrefois.
D'après la légende, c'est à cet endroit que saint Algis, au VIIe siècle, serait venu se reposer. En reprenant son bâton de voyage, une source aurait jailli.
Cette source, qui aurait des vertus miraculeuses, fut vénérée par les mères qui venaient y plonger leurs enfants pour leur assurer santé et vigueur.
Longtemps laissé à l'abandon, ce site a été rénové en 2005.

## Galerie

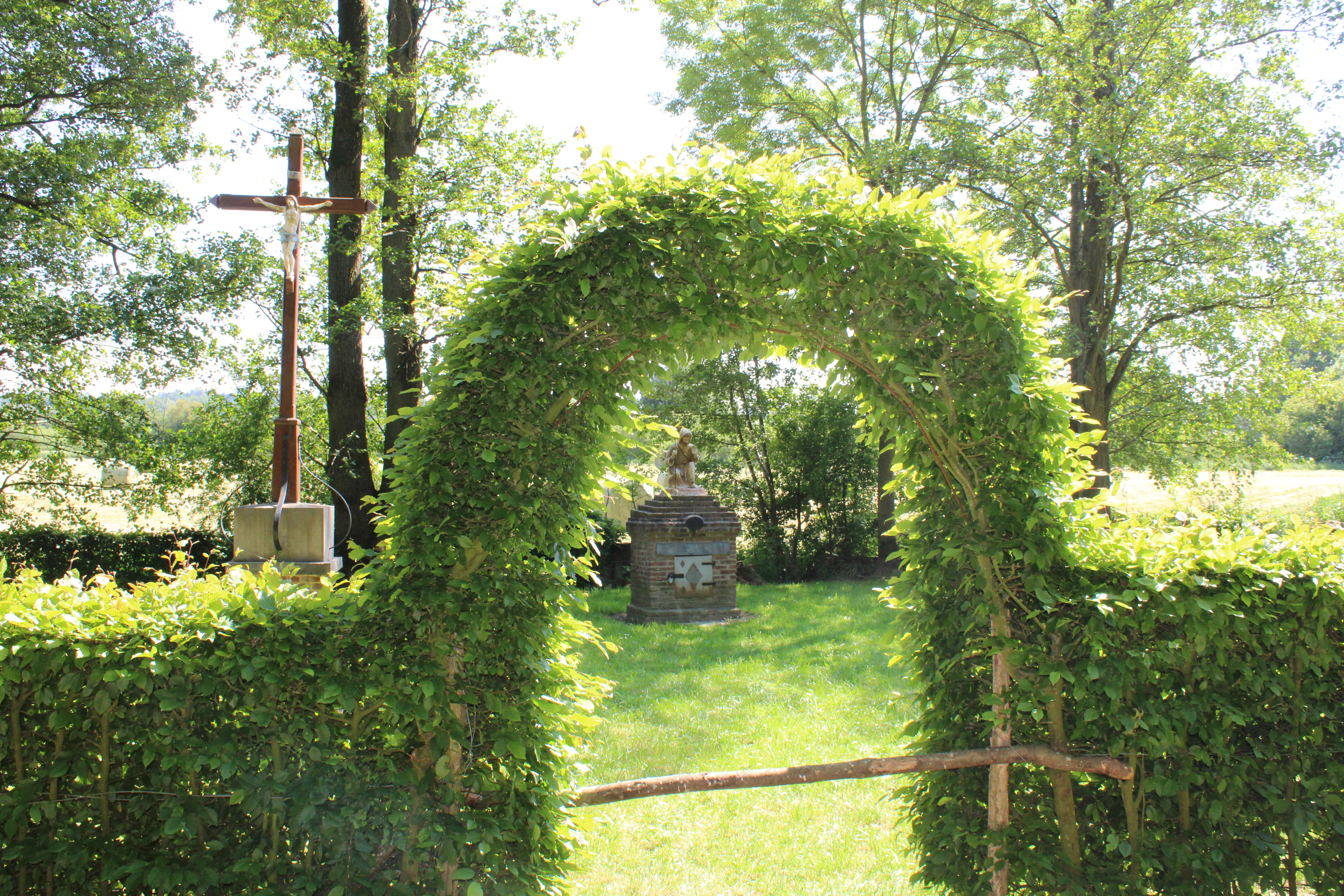
Entrée du site.
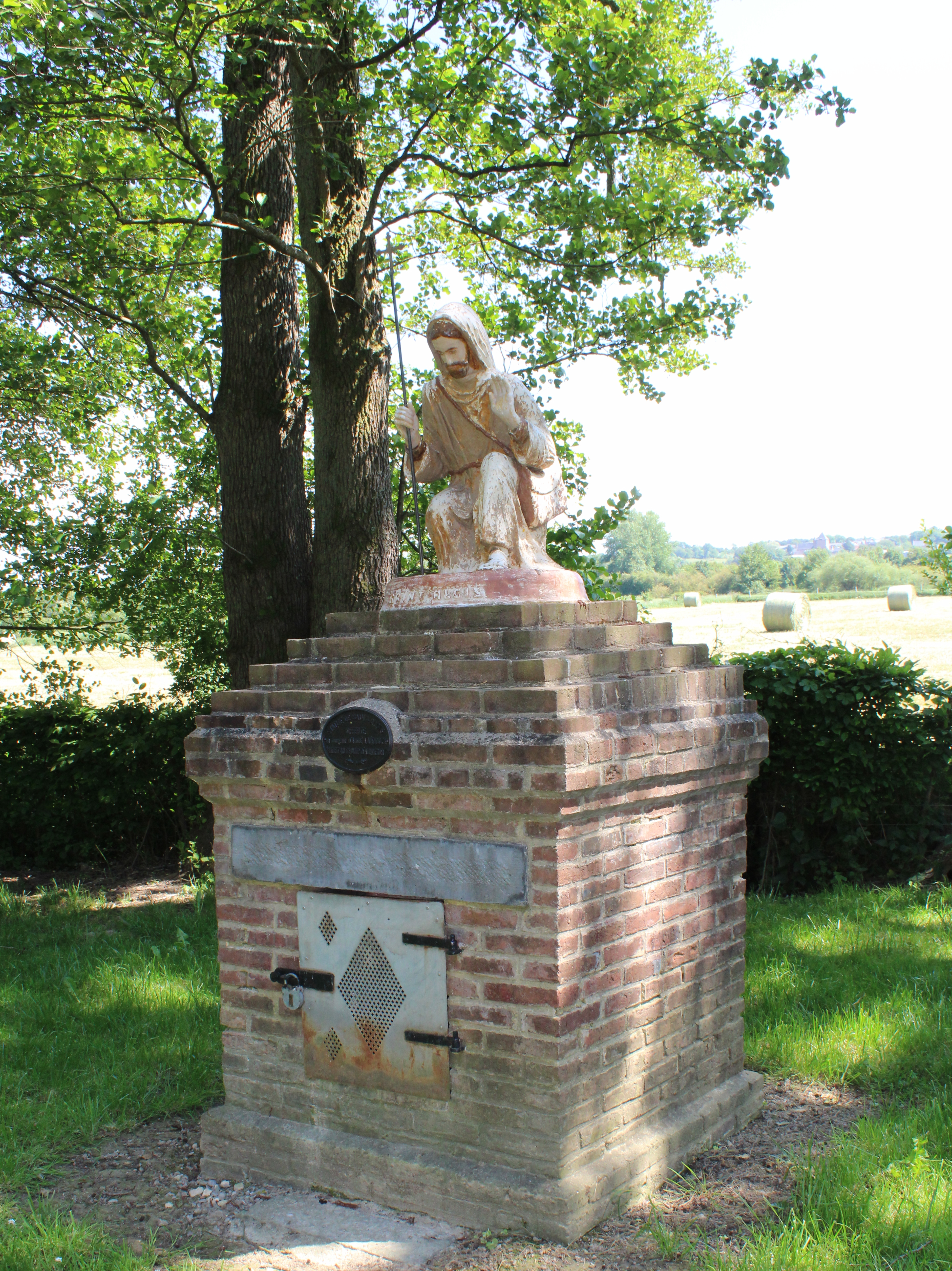
Oratoire surmonté d'une statue de saint Algis.
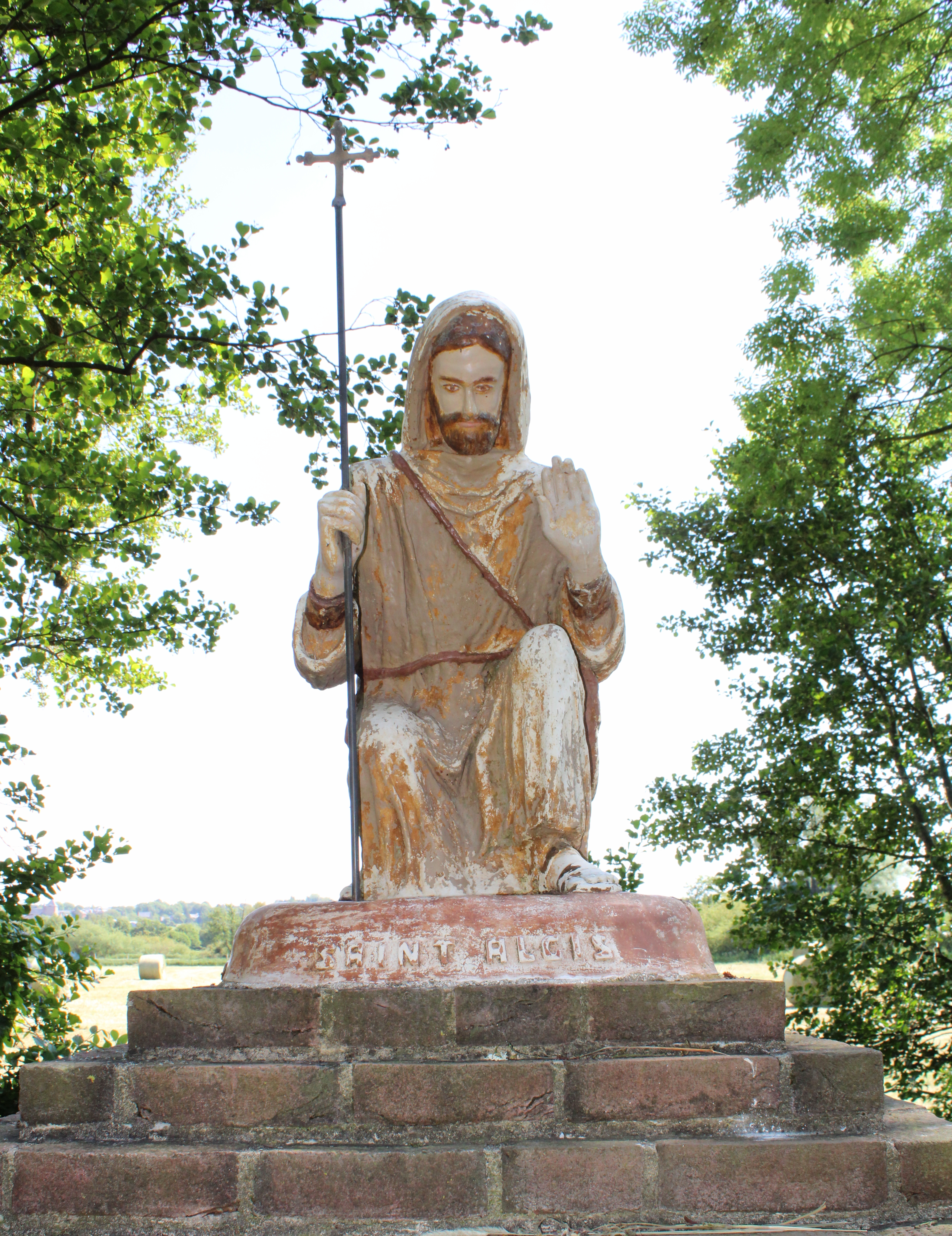
Statue de saint Algis.
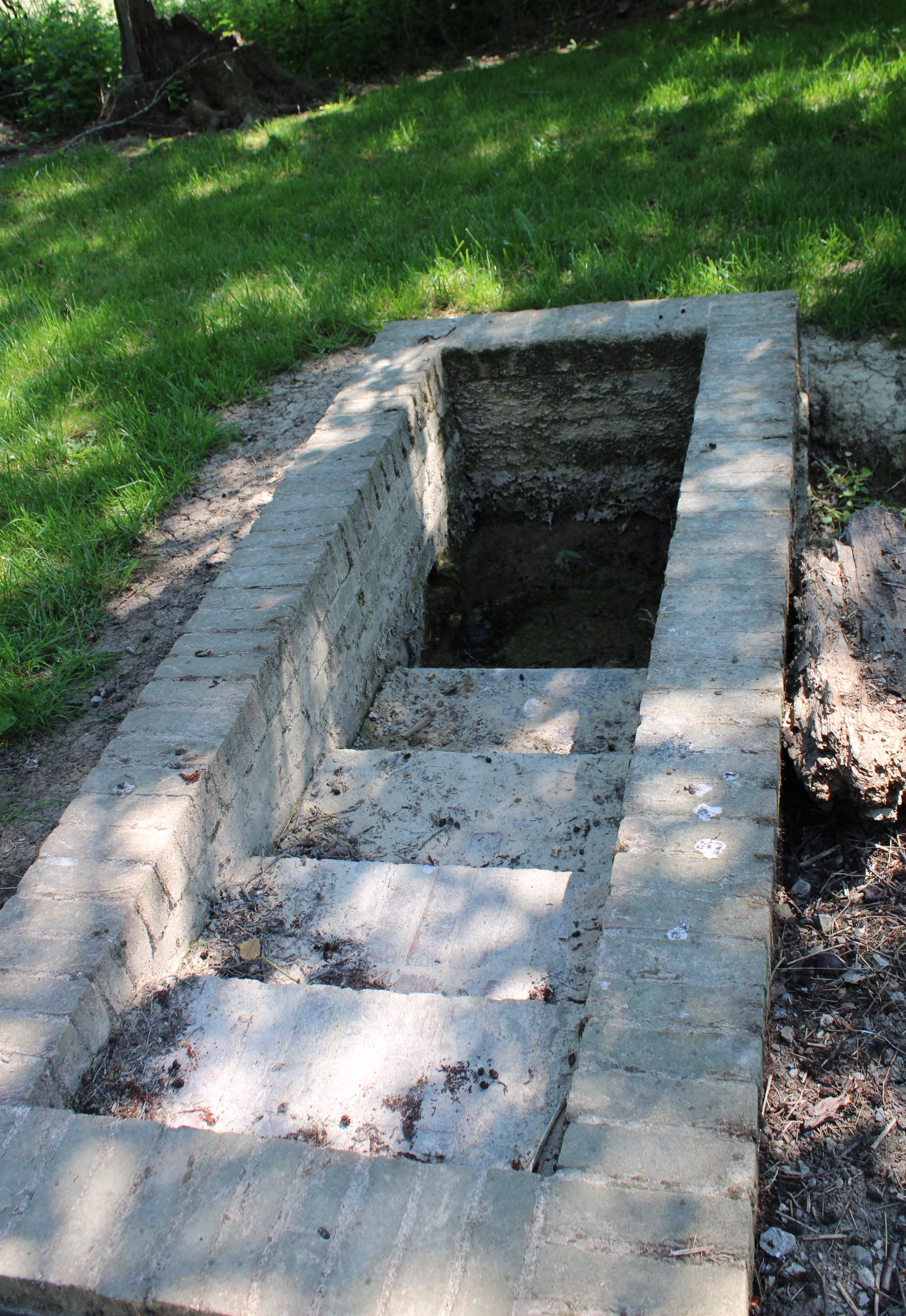
Source d'où jaillit un mince filet d'eau.